# 3681 Boyan
3681 Boyan (1974 QO2) là một tiểu hành tinh vành đai chính được phát hiện ngày 27 tháng 8 năm 1974 bởi Chernykh, L. ở Nauchnyj.